# GD 61
Désignations
GD 61 est une naine blanche située à ∼ 175 a.l. (∼ 53,7 pc) de la Terre dans la constellation de Persée. Elle possède un système planétaire, dont un astéroïde qui contiendrait de l'eau. Il s'agit du premier astre extrasolaire sur lequel est détecté de l'eau sous forme solide ou liquide.

## Astéroïde
L'astéroïde d’un diamètre minimum de 90 km, le premier à être découvert en dehors du Système solaire, serait composé à 26 % d'eau, une proportion semblable à celle de la planète naine (1) Cérès,,.